# Żuky (hromada Biłyky)
Żuky (ukr. Жуки) – wieś na Ukrainie, w obwodzie połtawskim, w rejonie połtawskim, w hromadzie Biłyky. W 2001 liczyła 506 mieszkańców, spośród których 484 wskazało jako ojczysty język ukraiński, 1 rosyjski, 1 rumuński, a 20 inny.